# Migration (Lack)
In der Lacktechnologie steht der Begriff Migration für unerwünschte Bewegungen eines Lackbestandteils, meist von Pigmenten oder Weichmachern, aus der umgebenden Lackschicht heraus. Das Auftreten von Migrationserscheinungen gilt als Formulierungsfehler. 

## Definitionen
Unter Ausblühen versteht man die Migration von Lackbestandteilen an die Lackoberfläche und das dortige Auskristallisieren. 
Demgegenüber bezeichnet man die Migration in eine später aufgetragene Lackschicht und das Auskristallisieren in selbiger als Ausbluten. Die erfolgreiche Verhinderung des Ausblutens wird als Überlackierechtheit bezeichnet, sofern die Pigmenteigenschaft gemeint ist. Diese wird meist durch Überlackieren der pigmentierten Lackschicht mit einer weißen Lackschicht geprüft, da das migrierte Pigment dort leichter zu sehen ist als in einem Klarlack. Dennoch gibt es keine industrieweit standardisierte Prüfmethode. Diese Eigenschaft eines Pigmentes ist von der eines Lackes zu unterscheiden, da bei der Prüfung der Überlackierbarkeit eines Lackes weitere Eigenschaften (z. B. Zwischenschichthaftung) zu beachten sind.
Das Ausblühen muss gegenüber dem sogenannten Plate-out abgegrenzt werden, einem Effekt, der im Wesentlichen bei der Kunststoffherstellung auftritt und auch bei Pulverlacken vorkommt. Im Falle des Plate-outs liegt eine mangelhafte Benetzung des Pigments durch das Bindemittel und dadurch ein zu geringes Pigmentaufnahmevermögen vor. Das Pigment kann nicht vollständig aufgenommen werden, schlägt sich an der Oberfläche nieder und bleibt dort liegen. Im Gegensatz zum Ausblühen handelt es sich hierbei um einen einmaligen Vorgang.
Unter den Begriffen Ausschwimmen und Aufschwimmen, die oft synonym zueinander verwendet werden, versteht man demgegenüber Entmischungserscheinungen innerhalb der Lackschicht. Diese Effekte sind also keine Migrationserscheinungen.

## Mechanismus
Das Auftreten von Migrationserscheinungen ist eine Funktion von Lacksystem (lösend wirkende Bestandteile), Pigmentchemie, Temperatur und Konzentration. Wenn die Temperatur bei Einbrennen des Lackes erhöht wird, löst sich ein Teil des Pigments im Medium. Die Konzentration an gelöstem Pigment muss so hoch sein, dass sich beim Abkühlen eine übersättigte Lösung bildet. Pigmente, die in der Lackschicht mobil genug sind, bewegen sich aus ihr heraus an die Oberfläche (Ausblühen) oder in eine höhere Lackschicht (Ausbluten) und rekristallisieren dort. Reibt man die Oberfläche eines von Ausblühen betroffenen Lackes ab, so stellt sich der Effekt erneut ein. Pigmente, die ausblühen, bluten üblicherweise auch aus. Der umgekehrte Fall trifft hingegen nicht immer zu.

## Typische Einflussgrößen
Es existiert eine untere und eine obere Konzentrationsgrenze für die Migration. Ist die Konzentration zu niedrig, entsteht keine übersättigte Lösung und somit keine Tendenz zur Bewegung aus der Lackschicht hinaus. Ist die Konzentration hingegen zu hoch, ist die Tendenz zur Bildung neuer Kristalle gering und die gelösten Moleküle kristallisieren eher an vorhandene Kristalle an.
Die Tendenz zur Migration ist typischerweise bei höherer Temperatur stärker.
Große oder polycyclische Pigmente und anorganische Pigmente sind selten von Migrationserscheinungen betroffen. Bei Azopigmenten gibt es große Unterschiede. Einfache Monoazopigmente sind häufiger von Migration betroffen als Azopigmente mit großen oder gar polycyclischen Resten (z. B. Benzimidazolone). Einfluss haben hier sowohl die Löslichkeit als auch die Mobilität der Pigmente.